# 2372 Proskurin
2372 Proskurin (1977 RA8) là một tiểu hành tinh vành đai chính được phát hiện ngày 13 tháng 9 năm 1977 bởi N. Chernykh ở Nauchnyj.